# 任章 (自动化专家)
任章，自动化专家，北京航空航天大学教授，主要从事控制理论与应用及飞行器控制、制导、导航与仿真方面的研究。中国教育部第四批“长江学者”特聘教授，享受国务院政府特殊津贴。发表论文数百篇，出版多本专著，获得中国国家科技发明三等奖等多项奖项。

## 生平
1982至1994年间先后在西北工业大学宇航工程系获得学士、硕士学位、航天工程学院获飞行器控制、制导与仿真学科工学博士学位。
硕士毕业后在西北工业大学航海工程学院任教，1995年晋升教授；
1999至2000年间先后在加利福尼亚大学河滨分校、路易斯安那州立大学任访问教授；
2001年10月在北京航空航天大学任“导航、制导与控制”学科“长江学者奖励计划”特聘教授。现任北京航空航天大学自动化学院教授、自动化学院副院长。